# Danh sách đĩa nhạc của Mamamoo
Mamamoo là nhóm nhạc Hàn Quốc thuộc công ty Rainbow Bridge World, và bao gồm 4 thành viên Solar, Moonbyul, Wheein và Hwasa. Mamamoo phát hành ba album phòng thu và chín EP và Mamamoo ra mắt vào năm 2014.

## Album

### Album phòng thu
| KOREA            | KOREA | KOREA             | KOREA             | KOREA                     |
| Tựa đề           | Thông tin | Thứ hạng cao nhất | Thứ hạng cao nhất | Doanh số                  |
| Tựa đề           | Thông tin | HQ                | Mỹ World          | Doanh số                  |
| ---------------- | --- | ----------------- | ----------------- | ------------------------- |
| Melting          | - Ngày phát hành: Ngày 26 tháng 2 năm 2016 - Hãng đĩa: Rainbow Bridge World, CJ E&M - Định dạng: CD, digital download | 2                 | 8                 | - HQ: 41,560+             |
| Reality in Black | - Ngày phát hành: Ngày 14 tháng 12 năm 2019 - Hãng đĩa: Rainbow Bridge World - Định dạng: CD, digital download        | 1                 | 11                | - HQ: 102,171 - Mỹ: 1,000 |
| JAPAN            | |                   |                   |                           |
|                  | | JPN               | JPN Hot           |                           |
| 4colors          | - Ngày phát hành: Ngày 07 tháng 08 năm 2019 - Hãng đĩa: Victor Entertainment - Định dạng: CD, digital download        | 14                | 18                | - NB: 7,966               |

### Đĩa mở rộng
| Tựa đề        | Thông tin | Thứ hạng cao nhất | Thứ hạng cao nhất | Doanh số                 |
| Tựa đề        | Thông tin | HQ                | Mỹ World          | Doanh số                 |
| ------------- | --- | ----------------- | ----------------- | ------------------------ |
| Hello         | - Ngày phát hành: Ngày 18 tháng 6 năm 2014 - Hãng đĩa: WA Entertainment, CJ E&M - Định dạng: CD, digital download      | 16                | —                 | - HQ: 6,198+             |
| Piano Man     | - Ngày phát hành: Ngày 21 tháng 11 năm 2014 - Hãng đĩa: WA Entertainment, CJ E&M - Định dạng: CD, digital download     | 8                 | —                 | - HQ: 5,932+             |
| Pink Funky    | - Ngày phát hành: Ngày 19 tháng 6 năm 2015 - Hãng đĩa: Rainbow Bridge World, CJ E&M - Định dạng: CD, digital download  | 6                 | 7                 | - HQ: 16,373+            |
| Memory        | - Ngày phát hành: Ngày 7 tháng 11 năm 2016 - Hãng đĩa: Rainbow Bridge World, CJ E&M - Định dạng: CD, digital download  | 3                 | 12                | - HQ: 49,275+            |
| Purple        | - Ngày phát hành: Ngày 22 tháng 6 năm 2017 - Hãng đĩa: Rainbow Bridge World, CJ E&M - Định dạng: CD, digital download  | 2                 | 1                 | - HQ: 55,589+            |
| Yellow Flower | - Ngày phát hành: Ngày 7 tháng 3 năm 2018 - Hãng đĩa: Rainbow Bridge World, CJ E&M - Định dạng: CD, digital download   | 1                 | 7                 | - HQ: 55,525+            |
| Red Moon      | - Ngày phát hành: Ngày 16 tháng 7 năm 2018 - Hãng đĩa: Rainbow Bridge World, CJ E&M - Định dạng: CD, digital download  | 3                 | 4                 | - HQ: 54,534 - Mỹ: 1,000 |
| Blue;s        | - Ngày phát hành: Ngày 29 tháng 12 năm 2018 - Hãng đĩa: Rainbow Bridge World, CJ E&M - Định dạng: CD, digital download | 7                 | —                 | - HQ: 50,973             |
| White Wind    | - Ngày phát hành: Ngày 14 tháng 03 năm 2019 - Hãng đĩa: Rainbow Bridge World, CJ E&M - Định dạng: CD, digital download | 1                 | 5                 | - HQ: 68,273             |
| Travel        | - Ngày phát hành: Ngày 03 tháng 11 năm 2020 - Hãng đĩa: Rainbow Bridge World, CJ E&M - Định dạng: CD, digital download |                   |                   |                          |

## Đĩa đơn
| Năm                                                                                       | Tựa đề                                          | Thứ hạng cao nhất | Thứ hạng cao nhất | Doanh số         | Album      |
| Năm                                                                                       | Tựa đề                                          | HQ Gaon           | HQ Hot 100        | Doanh số         | Album      |
| ----------------------------------------------------------------------------------------- | ----------------------------------------------- | ----------------- | ----------------- | ---------------- | ---------- |
| 2014                                                                                      | "Don't Be Happy" (với Bumkey)                   | 20                | 24                | - HQ: 171,880+   | Hello      |
| 2014                                                                                      | "Peppermint Chocolate" (với K.Will và Wheesung) | 10                | 7                 | - HQ: 607,369+   | Hello      |
| 2014                                                                                      | "Heeheehaheho" (với Geeks)                      | 50                | 45                | - HQ: 81,914+    | Hello      |
| 2014                                                                                      | "Mr. Ambiguous"                                 | 28                | 19                | - HQ: 446,203+   | Hello      |
| 2014                                                                                      | "Piano Man"                                     | 41                | —                 | - HQ: 309,109+   | Piano Man  |
| 2015                                                                                      | "Ahh Oop!" (với Esna)                           | 67                | —                 | - HQ: 67,567+    | Pink Funky |
| 2015                                                                                      | "Um Oh Ah Yeh"                                  | 3                 | —                 | - HQ: 1,188,720+ | Pink Funky |
| 2016                                                                                      | "I Miss You"                                    | 7                 | —                 | - HQ: 812,937+   | Melting    |
| 2016                                                                                      | "Taller than You"                               | 5                 | —                 | - HQ: 485,062+   | Melting    |
| 2016                                                                                      | "You're the Best"                               | 1                 | —                 | - HQ: 1,428,938+ | Melting    |
| 2016                                                                                      | "New York"                                      | 9                 | —                 | - HQ: 252,021+   | Memory     |
| 2016                                                                                      | "Décalcomanie"                                  | 2                 | —                 | - HQ: 1,244,950+ | Memory     |
| "—" cho biết album không lọt vào bảng xếp hạng hoặc không được phát hành tại khu vực này. |                                                 |                   |                   |                  |            |

## Nhạc phim
| Năm  | Tựa đề                  | Thứ hạng cao nhất | Doanh số        | Album                         |
| Năm  | Tựa đề                  | HQ                | Doanh số        | Album                         |
| ---- | ----------------------- | ----------------- | --------------- | ----------------------------- |
| 2014 | "Love Lane"             | 26                | - HQ: 258,148+  | OST Marriage, Not Dating      |
| 2014 | "This Song" (với Loco)  | 65                | - HQ: 73,773+   | OST My Lovely Girl            |
| 2015 | "My everything"         | 93                | - KOR: 27,385+  | OST SPY                       |
| 2015 | "Girl Crush"            | 13                | - HQ: 320,102+  | OST Innisia Nest              |
| 2016 | "Woo Hoo"               | 15                | - HQ: 191,708+  | OST LG G5 And Friends         |
| 2017 | ''Love"                 | 6                 | - Hàn: 268,463+ | OST Goblin                    |
| 2017 | "Double Trouble Couple" | 46                | - Hàn: 60,728+  | OST Strong Woman Do Bong-soon |

## Bài hát lọt vào bảng xếp hạng khác
| Năm                                                                                       | Tựa đề                          | Thứ hạng cao nhất | Doanh số       | Album   |
| Năm                                                                                       | Tựa đề                          | HQ                | Doanh số       | Album   |
| ----------------------------------------------------------------------------------------- | ------------------------------- | ----------------- | -------------- | ------- |
| 2016                                                                                      | "Friday Night" (feat. Junggigo) | 52                | - Hàn: 80,685+ | Melting |
| 2016                                                                                      | "Words Don't Come Easy"         | 84                | - Hàn: 52,200+ | Melting |
| 2016                                                                                      | "Emotion"                       | 91                | - Hàn: 44,750+ | Melting |
| 2016                                                                                      | "Hometown"                      | 196               | - Hàn: 24,969+ | Melting |
| 2016                                                                                      | "Funky Boy"                     | 206               | - Hàn: 24,507+ | Melting |
| 2016                                                                                      | "Just"                          | 213               | - Hàn: 23,686+ | Melting |
| 2016                                                                                      | "Cat Fight"                     | 220               | - Hàn: 22,732+ | Melting |
| 2016                                                                                      | "Recipe"                        | 222               | - Hàn: 22,373+ | Melting |
| 2016                                                                                      | "Draw & Draw & Draw"            | 85                | - Hàn: 27,988+ | Memory  |
| 2016                                                                                      | "I Won't Let Go"                | 91                | - Hàn: 26,823+ | Memory  |
| 2016                                                                                      | "Moderato" (feat. Hash Swan)    | —                 | - Hàn: 25,748+ |         |
| "—" cho biết album không lọt vào bảng xếp hạng hoặc không được phát hành tại khu vực này. |                                 |                   |                |         |

## Hợp tác
| Năm  | Tựa đề                | Vị trí xếp hạng cao nhất | Doanh số        | Album                     |
| Năm  | Tựa đề                | Hàn                      | Doanh số        | Album                     |
| ---- | --------------------- | ------------------------ | --------------- | ------------------------- |
| 2015 | "Stand Up" với Basick | 21                       | - Hàn: 255,492+ | Show Me the Money 4 Tập 5 |

## Video âm nhạc
| Năm  | Tựa đề                                          | Đạo diễn       | Liên quan |
| ---- | ----------------------------------------------- | -------------- | --------- |
| 2014 | "Don't Be Happy" (với Bumkey)                   | Min Oh         | [ 36 ]    |
| 2014 | "Peppermint Chocolate" (với K.Will và Wheesung) | Min Oh         | [ 38 ]    |
| 2014 | "Mr. Ambiguous"                                 | Min Oh         | [ 40 ]    |
| 2014 | "Piano Man"                                     | Kwon Soon-wook | [ 42 ]    |
| 2015 | "Ahh Oop!" (với Esna)                           | Digipedi       | [ 44 ]    |
| 2015 | "Um Oh Ah Yeh"                                  |                | [ 45 ]    |
| 2015 | "Stand Up" (với Basick)                         | Không biết     | [ 46 ]    |
| 2015 | "Girl Crush"                                    | Không biết     | [ 47 ]    |
| 2016 | "Taller Than You"                               | Kim Beom-chul  | [ 49 ]    |
| 2016 | "You're the Best"                               | Không biết     | [ 50 ]    |
| 2016 | "Recipe"                                        | Không biết     | [ 51 ]    |
| 2016 | "My Hometown"                                   | Không biết     | [ 52 ]    |
| 2016 | "Woo Hoo"                                       | Không biết     | [ 53 ]    |
| 2016 | "Dab Dab" (Moonbyul và Hwasa)                   | Không biết     | [ 54 ]    |
| 2016 | "Angel" (Solar và Wheein)                       | Không biết     | [ 55 ]    |
| 2016 | "New York"                                      | Không biết     | [ 56 ]    |
| 2016 | "Décalcomanie"                                  | Không biết     | [ 57 ]    |
| 2016 | "I Won't Let Go"                                | Không biết     | [ 58 ]    |
| 2016 | "Draw & Draw & Draw"                            | Không biết     | [ 59 ]    |
| 2017 | "Yes I Am"                                      | Không biết     |           |
| 2018 | "Star Wind Flower Sun"                          | Không biết     |           |
| 2018 | "Starry Night"                                  | Không biết     |           |